# El pan nuestro de cada día (película de 1930)

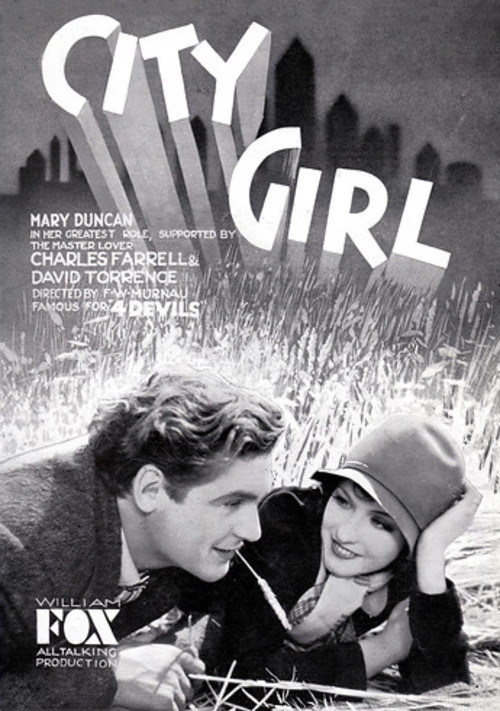
Póster de la película

El pan nuestro de cada día (título original: City Girl) es una película dramática estadounidense de 1930 dirigida por Friedrich Wilhelm Murnau. El director barajó también un título alternativo: Our Daily Bread (“Nuestro pan de cada día"), título elegido en español.

## Sinopsis
Un joven campesino (Charles Farrell), dominado por su autoritario padre, tiene que ir al pueblo a vender trigo, pero regresa casado con una joven muy hermosa (Mary Duncan).
Pronto se topan con la desconfianza que el patriarca muestra hacia la joven esposa, y esta comprende que su marido es frágil y débil ante la autoridad paterna. A pesar de todo, la joven esposa lucha por sacar a su marido de su caparazón. Colocada entre dos hombres, debe cuidarse también de repeler los comentarios de los empleados de su padrastro. Todo transcurre en medio de campos de trigo invadidos por el viento y las pasiones humanas.

## Ficha técnica
- Título original: City Girl
- Título francés: El Intruso o El Bru
- Logro: Friedrich Wilhelm Murnau
- Guion : Marion Orth, Berthold Viertel de la obra de Elliott Lester
- Fotografía: Ernest Palmer
- Música : Arthur Kay
- Trajes : Sophie Wachner
- Productor : Guillermo Fox
- Compañía de producción : Fox Film Corporation
- Formato : Blanco y negro - 1.33:1 - Silencio
- Duración : 77 minutos

## Reparto
- charles farrell : Lem Tustine
- María Duncan : Kate
- David Torrence : el padre de Lem
- edith yorke : la madre de Lem
- Anne-Shirley : María Tustina
- tom mcguire : Amigo
- ricardo alexander :Mac
- guinn williams :Segador
- Iván Linów : Chófer de taxi